# Arquidiocese de Madang
A Arquidiocese de Madang (Archidiœcesis Madangana) é uma circunscrição eclesiástica da Igreja Católica situada em Madang, Papua-Nova Guiné. Seu atual arcebispo é Anton Bal. Sua Sé é a Catedral do Espírito Santo de Madang.
Possui 29 paróquias servidas por 48 padres, contando com 504 280 habitantes, com 34,6% da população jurisdicionada batizada (174 285 batizados).

## História
A prefeitura apostólica da Terra do Imperador Guilherme foi erigida em 24 de fevereiro de 1896, tomando seu território do Vicariato Apostólico da Nova Pomerânia (atual Arquidiocese de Rabaul).
Em 25 de julho de 1913, como resultado do decreto Gulielmi Terra da Sacra Congregação para a Propagação da Fé cedeu uma parte de seu território em benefício da ereção do prefeitura apostólica da Terra do Imperador Guilherme Ocidental (hoje diocese de Wewak) e  assumiu o nome da prefeitura apostólica da Terra do Imperador Guilherme Oriental.
Em 23 de novembro de 1922, em virtude da bula papal Incumbentis Nobis, do Papa Pio XI, foi elevada a vicariato apostólico, com o nome de Vicariato Apostólico da Nova Guiné Oriental, que mudou para Vicariato Apostólico de Alexishafen em 15 de maio de 1952 com o decreto Cum per decretum da Propaganda Fide.
Em 27 de abril de 1927, com breve Quæ catholico do Papa Pio XI, as fronteiras com a Prefeitura Apostólica da Nova Guiné Central (hoje diocese de Wewak) foram redesenhadas.
Em 18 de junho de 1959, cedeu partes de seu território para o benefício da ereção dos vicariatos apostólicos de Mount Hagen (hoje arquidiocese), de Lae (hoje diocese) e Goroka (atual diocese).
Em 15 de novembro de 1966, como resultado da bula Laeta incrementa do Papa Paulo VI, o vicariato apostólico foi elevado à categoria de arquidiocese metropolitana na e assumiu a nome atual.
Pela carta apostólica Exempla egregia, em 1 de outubro de 1975 o Papa Paulo VI proclamou Santa Teresa do Menino  Jesus padroeira principal da arquidiocese.

## Prelados
|                     | Nome                                 | Período    | Notas      |
| Arcebispos          | Arcebispos                           | Arcebispos | Arcebispos |
| ------------------- | ------------------------------------ | ---------- | ---------- |
| 6º                  | Anton Bal                            | 2019-      | Atual      |
| 5º                  | Stephen Joseph Reichert, O.F.M.Cap.  | 2010-2019  |            |
| 4º                  | William Joseph Kurtz, S.V.D.         | 2001-2010  |            |
| 3º                  | Benedict To Varpin †                 | 1987-2001  |            |
| 2º                  | Leo Clement Andrew Arkfeld, S.V.D. † | 1975-1987  |            |
| 1º                  | Adolph Alexander Noser, S.V.D. †     | 1966-1975  |            |
| Arcebispo coadjutor |                                      |            |            |
|                     | William Joseph Kurtz, S.V.D.         | 1999-2001  |            |
|                     | Benedict To Varpin                   | 1987       |            |
| Bispo               |                                      |            |            |
| 4º                  | Adolph Alexander Noser, S.V.D. †     | 1953-1966  |            |
| 3º                  | Stephen A. Appelhans, S.V.D. †       | 1948-1951  |            |
| 2º                  | Franziskus Wolf, S.V.D. †            | 1922-1944  |            |
| 1º                  | Eberhard Limbrock, S.V.D. †          | 1896-1914  |            |